# Гајтхајн
Гајтхајн (њем. Geithain) град је у њемачкој савезној држави Саксонија. Једно је од 41 општинског средишта округа Лајпциг. Према процјени из 2010. у граду је живјело 5.997 становника. Посједује регионалну шифру (AGS) 14729150.

## Географски и демографски подаци
Гајтхајн се налази у савезној држави Саксонија у округу Лајпциг. Град се налази на надморској висини од 225 метара. Површина општине износи 30,2 km². У самом граду је, према процјени из 2010. године, живјело 5.997 становника. Просјечна густина становништва износи 199 становника/km².